# 前嶋菜子
前嶋 菜子（まえしま なこ、1996年8月6日-）は、タレント・女優・モデル・歌手。かつてはオーケープロダクションに所属していた。

## 人物・経歴
- 千葉県生まれ、千葉県出身。中学3年生時よりワタナベエンターテイメントスクールにてレッスンを受け、『仮面ライダーフォーゼ』のレギュラークラスメートとして活動。2012年10月よりオーケープロダクションに所属。その後フォーライフミュージックエンタテイメント初のアイドルプロジェクトF.A.R.Mの一員として活動。F.A.R.Mより選抜された5人組のユニット、宇宙初のエアギターアイドル「テレパシー」として第9回東京国際ミュージックマーケットにてお披露目される。2013年1月より単独ライブ「ピピピ会」を目黒鹿鳴館を中心に開催している。早くも4月にはアイドルの聖地であるサンシャインシティ噴水広場にてイベントを行い、5月には思い出のZeppダイバーシティでのフェスに出演し凱旋を果たす。

- 彼女の当初よりのキャッチフレーズは「イーストコーストのお茶目なプリンセス、私の笑顔と歌声で皆を夢の国へと誘います。」イメージカラーはパープル。バレエの経験を活かしたターンのパフォーマンスが彼女の代名詞になり、「なこターン」と呼ばれている。重ねて「なこジャンプ」も定着しつつある。最新のキャッチフレーズは「デンジャーゾーンでも安全第一、テレパシーのトップガン。あなたに愛を、空中給油。」に変更されている。7/27「東京アイドルフェスティバル2013」に初出演。10/5｢テレパシーセカイ/テレパシーミライ」でCDデビューが決まった。

- 2014年9月より活動休止中[1]。

## 出演

### 舞台
- アリスインプロジェクト「名探偵はじめました[2]」（2013年10月23日 - 27日、銀座みゆき館劇場） - 山吹観優希 役
- アリスインプロジェクト「エデンの空に降りゆく星唄[3]」（2014年8月13日 - 17日、新馬場・六行会ホール） - 美鳥 役

### テレビドラマ
- 仮面ライダーフォーゼ（テレビ朝日、2011年9月 - 2012年8月）天ノ川学園高等学校2年B組→3年B組生徒役

### TV
- テレビ埼玉「ウタ娘」

### ラジオ
- TOKYO FM「ラブコエラジオ」

## 過去のライブ歴
- Zeppダイバーシティ（第9回東京国際ミュージックマーケット）
- 芝浦Studio Cube 326
- 恵比寿LIVE GATE
- 吉祥寺CLUB SEATA
- 新宿MARZ
- 渋谷O-WEST・渋谷O-nest
- 横浜BLITZ
- 赤坂BLITZ
- 新木場STUDIO COAST
- アキバソフマップ
- 青山futureSEVEN
- 原宿クエストホール
- 代々木公園野外ステージ
- 渋谷O-EAST
- 代々木ミューズ
- 赤坂サカス・デリシャカスステージ
- 目黒鹿鳴館（定期的に単独ライブを開催）